# Friuli Grave Verduzzo Friulano
Le Friuli Grave Verduzzo Friulano est un vin italien de la région Frioul-Vénétie Julienne doté d'une appellation DOC depuis le 1er octobre 1985. Seuls ont droit à la DOC les vins blancs récoltés à l'intérieur de l'aire de production définie par le décret.

## Caractéristiques organoleptiques
- couleur : jaune paille à jaune doré
- odeur : caractéristique,
- saveur : sèche à douce suivant le type de vin, parfois vive

Le  Friuli Grave Verduzzo Friulano se déguste à une température comprise entre 8 et 10 °C. Il se boit jeune.

## Production
Province, saison, volume en hectolitres :
- Pordenone (1990/91) 6818,56
- Pordenone (1991/92) 9609,11
- Pordenone (1992/93) 8788,92
- Pordenone (1993/94) 10026,18
- Pordenone (1994/95) 11148,65
- Pordenone (1995/96) 10091,7
- Pordenone (1996/97) 12617,85
- Udine (1990/91) 3179,59
- Udine (1991/92) 2752,62
- Udine (1992/93) 3357,99
- Udine (1993/94) 3650,4
- Udine (1994/95) 3037,41
- Udine (1995/96) 2439,3
- Udine (1996/97) 3111,86